# 九澳康復醫院
九澳康復醫院是位於澳門路環九澳九澳聖母馬路的一所長者綜合性醫療服務及慢性器官功能衰退患者康復治療及紓緩治療醫院，是仁伯爵綜合醫院住院服務的延續，以分流對仁伯爵綜合醫院住院病床壓力。九澳康復醫院由仁伯爵綜合醫院及澳門工會聯合總會（工聯）管理，主要向長者提供綜合醫療服務，包括臨床醫療、物理治療、疼痛管理、心理輔導等。總建築面積11124平方米，樓高4層，分物理治療區和康復病房，共設有188個床位。三樓及四樓為工聯康復病房，共有100張床位；二樓是仁伯爵綜合醫院康復病房，有88張床位。

## 歷史
九澳康復醫院於2015年開始動工，於2018年5月完成興建。2018年6月，時任社會文化司司長譚俊榮在衛生局人員的陪同下視察九澳康復醫院設施，當時衛生局基本完成九澳康復醫院的籌備工作，在下水道工程完成後即可啟用九澳康復醫院。
九澳康復醫院於2019年4月1日啓用，揭幕儀式於當日上午11時舉行，由時任行政長官崔世安、社會文化司司長譚俊榮、衛生局局長李展潤、衛生局副局長兼仁伯爵綜合醫院院長郭昌宇等出席，並由崔世安及譚俊榮為醫院牌扁揭幕。譚俊榮表示，九澳康復醫院正是針對長者對綜合醫療服務的需求，將主要功能部門設於同一大樓内，為長者提供更優質的設備和服務環境，開展更適切的綜合醫療服務，同時增加病床供應，提供更優質的服務。郭昌宇表示，仁伯爵綜合醫院管理的部分將率先開放20個床位，按照實際需要逐步安排病人入住。郭昌宇也表示，九澳康復醫院的性質與仁伯爵綜合醫院物理治療康復科及科大醫院的社區康復病房相似，故會按照一護士負責六病床的原則調配人手到九澳康復醫院工作。

## 交通

### 巴士
C658 九澳七苦聖母小堂（Igreja de Nossa Senhora das Dores (Ká-Hó)）
路線：15S1、21A

## 缺陷
九澳康復醫院啓用後，澳門立法會議員梁安琪表示，一些居民前往九澳康復醫院探望親人時，均認為醫院環境非常好。但令人遺憾是，九澳康復醫院周邊許多配套不到位，為探病的人士帶來諸多不便，期望政府盡快改善。有探病者更連番致電電台節目反映，例如周圍的街燈昏暗、沒有接駁巴士前往醫院，讓他們感到路況、環境不安全。梁安琪就此建議有關部門應統籌協調完善九澳康復醫院的各項周邊配套，否則政府已投入的巨大資源將不能發揮其最大、最好的效能。
2016年2月3日，澳巴21A路線延長行程至九澳。
2019年5月22日起，於首班車至18:00期間停靠新設的「九澳康復醫院」臨時站，隨後於同年7月27日起改為永久措施，以方便探病人士來往；直至2021年1月1日，因該線改用中巴行駛，「九澳康復醫院」站永久取消，出入醫院需前往“九澳七苦聖母小堂”站上落。
直至2024年1月，只有一條公共巴士路線出入及往返此處，社會上有聲音要求增設途經九澳隧道往返九澳聖母村的巴士路線。但交通事務局局長林衍新於2023年11月下旬回覆澳門立法會直選議員林宇滔書面質詢時表示，當局曾與醫院一方曾共同研究優化周邊的交通措施，並以試行方式新增“九澳康復醫院”臨時站，供乘坐21A路線往媽閣方向停靠本站，但因應路線客量增加需改用中巴行駛，影響巴士進入臨時站，故取消有關安排。為此，已協調巴士公司容許乘搭本線前往醫院或療養院的乘客到達“九澳油庫”站後可以不下車，直至到達“九澳七苦聖母小堂”站後才下車。至於連接九澳康復醫院及離島醫院綜合體的巴士路線，局方稱會研究相關方案可行性。
另一名澳門立法會議員李靜儀於2024年1月提出書面質詢，促請當局改善往返九澳的公共交通安排，加開巴士特班車，或增設快線善用九澳隧道，繁忙時段增班分流乘客；指出21A路線為全澳第二長巴士路線，覆蓋站點多、區域大，行經路程長導致在日間或假期等繁忙時段經常出現乘客逼爆車廂的現象，對經常前往九澳社會服務設施的家屬造成不便；另引述居民反映，若遇塞車高峰，由澳門出發來回車程需近三小時，倡增設特班車快線疏導居民和旅客往返聖母村或醫院。 最終相關部門於同年1月15日起增設15S1路線，讓乘客於石排灣公屋群內轉乘該線出入九澳一帶。